# 南阜民
南阜民（英語：Louis Janssens；1876年10月24日—1950年4月14日；聖名：路易）是天主教比利時籍主教及聖母聖心會會士。曾任東三省熱河教區主教及熱河宗座代牧區宗座代牧（1942年-1948年）。

## 生平
南阜民出生于1876年10月24日，比利時安特衛普省的城市斯塔布魯克。1895年，他18歲時加入聖母聖心會。1901年7月14日，南阜民在24歲的晋铎，並於1903年10月4日被派遣前往中國內札薩克蒙古東部地區的松树嘴子傳教。
1922年7月28日，南阜民在45歲時獲時任教宗庇護十一世任命為熱河宗座代牧區助理宗座代牧，領銜土耳其福斯蒂諾波利教區主教 。同年11月26日，在松树嘴子主教座堂由同會的熱河宗座代牧葉步司主教主禮，西南蒙古宗座代牧葛崇德主教及察哈爾輔理宗座代牧藍克復主教襄禮晉牧。1939年，南主教將主教府遷往凌源。
1942年2月4日，葉步司主教在德佔荷蘭去世，65岁的南阜民主教自動接任成為热河宗座代牧。1932年4月17日，襄禮晉牧石德懋為內蒙古西灣子宗座代牧。
1946年4月11日，聖座將熱河宗座代牧區升格為熱河教區，屬於满洲教省，南阜民主教繼續出任教區正權主教。
1947年6月東北人民解放軍攻佔淩源，南阜民主教與大部分神職人員逃往北平，在北平西城區東廊下20號設立熱河教區駐京辦事處。1948年1月9日，71步的南阜民主教獲准辭任熱河教區主教，並任命他為領銜土耳其阿卡拉索教區主教。同年4月9日，主禮晉牧德化隆接任成為熱河教區正權主教。
返回比利時後，他於1949年分別襄禮晉牧伯納德·梅爾斯為比屬剛果卡南加宗座代牧及若瑟·馬丁比利時恩格齊宗座代牧。
1950年4月14日，南阜民主教在比利時弗拉芒大區安特衛普省的城市梅赫倫去世，享年73岁。